# متحف الفن الحديث والمعاصر
افتتح متحف الفنون الحديثة والمعاصرة في يونيو 2013 في مجمع مصنع في أليتا،  يمتلك هذا المتحف وتديره منظمة الفنون الحديثة والمعاصرة غير الحكومية لبنانية تحمل الاسم نفسه وهو مكرس للحفاظ على الفن اللبناني الحديث والمعاصر وتعزيزه.

## التاريخ
يقدم المتحف مجموعة مختارة من 400 منحوته ومنشئة أنشأها 65 فنانًا ولدوا أو عاشوا في لبنان، ينظم فعاليات منتظمة لتسليط الضوء على الفنانين اللبنانيين ودعوة جمهور جديد لاكتشاف الفن اللبناني.

## يعرض دائم
يتم توزيع مجموعات المتحف الدائمة في قاعتين، واحدة مخصصة للنحت اللبناني والآخر للمنشآت اللبنانية. العديد من الأعمال إما على سبيل الإعارة أو يتم تقديمها للمتحف من قبل الفنانين أو أسرهم.

### قاعة النحت
يتم تنظيم المجموعة وفقًا للمواد المستخدمة من قبل النحات. في غرفة المنحوتات الخشبية، نجد أعمالاً لكل من يوسف بصبوص وسلوى روضة شقير وتشارلز خوري ومعاز روضة ومروان صالح وإبراهيم زود ومحمد درويش صقر. في غرفة التماثيل الحجرية، تعرض أعمال عزت مزهر، وجيه نحلة، وميشيل بصبوص، إلياس بازوني، حسين ماضي، وألفريد بصبوص. في قاعة Steel and Bronze، يمكن للمرء اكتشاف مجموعة مختارة من أعمال Ginane Makki Bacho و Raffoul Chahine و Leila Jabre-Jureidini و Zaven. يوجد أيضًا قسم مخصص لفنانين السيراميك اللبنانيين مع أعمال دوروثي سلهب كاظمي ومايو عبود ونيفيل أسعد صالحة.

### قاعة التثبيت
تغطي هذه القاعة 1,500 متر (4,900 قدم) من مساحة المعرض الداخلي، ويوفر الفنانين مساحة للحفاظ على المنشآت الخاصة بهم. تضم هذه القاعة أعمال منى شنهوي وزياد أبيلاما ونبيل حلو ورؤوف رفاعي وماريو سابا ونيكول يونس.

## مشاريع

### استعارات النحاتين اللبنانيين
يكرم MACAM كل عام نحاتًا لبنانيًا تميز عمله بالمشهد الفني في البلاد. في عام 2014، عرضت مجموعة كبيرة من أعمال Zaven. يشتهر بعمله البرونزي الضخم، وكذلك بمنحوتاته المصبوبة من البرونز الصغيرة. في وقت لاحق من نفس العام، كرمت يوسف بصبوص الذي عمل على نطاق واسع على الخشب. في عام 2015، كرمت MACAM بولس ريشا، وهو فنان تدرب كحدادة، ويقوم بتحويل قصاصات الحديد إلى فن تصويري.

### مسابقة النحت السنوي
في عام 2013، نظمت MACAM مسابقة «عصر البرونز» التي دُعي فيها الفنانون لتقديم تمثال من شأنه أن يلقي المتحف بالبرونزية، إذا فازوا بالمسابقة. في عام 2014، كانت المنافسة بين المنحوتات الخشبية، كجزء من «عصر الخشب». في عام 2015، كانت المنافسة تحت عنوان «عصر الحديد».

## المنشورات

### فنانون لبنانيون
- بولس ريشا
- لوتي Adaimi
- الفريد بصبوص
- جوزيف بصبوص
- شوقي فرين
- سامية حلبي
- حليم جرداق
- هيلين خال
- جميل ملاعب
- خليل مفرج
- كريكور نوريكيان
- سامية عسيران جنبلاط
- مازن الرفاعي

### الفن اللبناني
- نمور، س.نحت في لبنان، دار الفنون الجميلة، بيروت، 1990.
- نمور، ج. أمام التصوير، دار نشر الفنون، بيروت، 2003.
- خال، هـ، الرنين - 82 فنان لبناني، مجلة الفنون الجميلة، بيروت، 2011

### منشورات أخرى
- شواب، ج. سيدروس ليباني - أرز لبنان، دار الفنون الجميلة، بيروت، 2012.

### الكتيبات
- معرض بيروت للفن للكتاب (2009)
- معرض بيروت للفن للكتاب (2010)
- معرض بيروت للفن للكتاب (2011)
- معرض بيروت للفن للكتاب (2013)

### النشرة الإخبارية
- أخبار MACAM، نشرة إخبارية شهرية، تقدم سردًا لأنشطة المتحف.

## معلومات الزائر
المتحف مفتوح كل يوم جمعة، السبت والأحد، من 12   صباحا إلى 6   مساء. عند الموعد، يمكن فتحه للمجموعات يومي الثلاثاء والأربعاء والخميس. MACAM مغلق يوم الاثنين.

## روابط خارجية
- MACAM